# Saint-Martin-le-Mault
Saint-Martin-le-Mault è un comune francese di 120 abitanti situato nel dipartimento dell'Alta Vienne nella regione della Nuova Aquitania.

## Società

### Evoluzione demografica
Abitanti censiti